# Кривичская гипотеза
Кривичская гипотеза — концепция, сформировавшаяся в начале XX века в среде белорусской национальной интеллигенции, согласно которой белорусы происходили от летописного племени кривичей. Автором концепции был Вацлав Ластовский. Ещё ранее подобные идеи, условно называющиеся «племенной» концепцией, изложили Николай Костомаров и Михаил Погодин.
Основой кривичской концепции является идея, что почти все особенности, которые отличают украинцев и русских от белорусов, последние восприняли от этнической общности кривичей. Этому предположению может придаваться такое значение, что белорусы и кривичи почти отождествляются. Ластовский считал, что белорусов предпочтительно именовать кривичами, а Беларусь — Кривией. В первые десятилетия XX века выходил журнал «Кривич».
Литвинско-кривичский концепт происхождения и идентичности белорусов появился в эпоху романтизма и получил популярность среди части современной белорусской интеллектуальной элиты как подчёркивающий уникальность белорусской этнокультурной среды, её обособленность от «русского мира». Рассматривается как проявление политического романтизма.

## Концепция
Концепция была сформулирована в основных своих чертах ещё во второй половине XIX века, но получила значительное развитие в начале XX века в работах ряда учёных, включая известного белорусского историка и общественного деятеля Вацлава Ластовского. По его мнению, основой становления белорусского народа стала культура племени кривичей, которых он и рассматривал в качестве предков белорусов. Исходным для него был тот факт, что кривичи были наиболее многочисленной общностью среди племён на территории современной Беларуси и населяли ряд земель за её пределами. Именно на территории расселения этого пламени образовалось Полоцкое княжество, существенно повлиявшее на развитие остальных частей Беларуси. В «Патриотическом молитвеннике» Ластовский писал: «Слава Кривичанскому Народу во всех его исторических именах — Кривии, Литвы, Беларуси, — как была испокон веков, так и теперь на веки вечные».
Для первых представителей романтизма более значимыми были культурные, а не политические идеи, по причине чего национальная общность виделась ими расплывчато, они ограничивались в основном декларациями общего характера. Главным для них было государство, достоинства которого они не ставили под сомнение, а нацию воспринимали преимущественно через фольклор и идеализированные исторические эпизоды, через миф о былом величии. В настоящее время некоторые идеи, заимствованные из романтической философии, неоконсерваторы и приверженцы «кривицко-литвинской» идеологии используют в сочетании уже с постановкой конкретных политических задач.
В рамках неоязычества предпринимаются попытки создать новую белорусскую идентичность на основе белорусского неоязычества и представлений о литвинах, кривичах, ятвягах и др. Сторонники альтернативных белорусских идентичностей опираются на псевдонаучную идею, что белорусы являются не славянами, а славянизированными балтами. В частности, утверждается, что существенное духовное влияние на предков белорусов оказывало общебалтское культурное и религиозное пространство, имеющее своим центром прусскую Ромуву; также заявляется, что современную Беларусь связывает с древней Пруссией не только схожее культурное и этническое происхождение, но и общая языческая религия, которую возглавлял первосвященник Криве-Кривайтис. Восприятие неоязычества в качестве национальной белорусской религии опирается на идею, что ментальность белорусов сложилась в дохристианскую эпоху. По мнению политолога О. Кравцова, основной национальной религией Беларуси должна быть «Друва» — воссозданная дохристианская культурно-религиозная традиция. Предполагается, что организаторами новой идентичности выступят жрецы-«крывайты». Беларусь названа страной будущего «белой расы».
В Беларуси действует Центр этнокосмологии «Крыўя» (бел. Цэнтр Этнакасмалогіі «Крыўя») Сергея Санько. Фактическим отделением этого Центра является Тверское этнокультурное объединение «Твержа» — славянское неоязыческое объединение, созданное в Твери в 2010 году и находящееся в оппозиции к движению русских родноверов, поскольку объединение ориентируется на идеи возрождения сугубо «балто-кривичских традиций».

## Критика и влияние
Несмотря на ряд фактов, которые могут свидетельствовать в пользу данной гипотезы, её основное положение, согласно которому предками белорусов были непосредственно кривичи, а этническая территория белорусского этноса сформировалась на этнической территории кривичей, противоречит действительности.
Кривичи и их этническая территория перестали существовать к середине XII века, тогда как белорусы в качестве этноса и их этническая территория, по мнению исследователей, в то время ещё не сформировались. Помимо хронологического несоответствия «кривичская» концепция критикуется также в связи с тем, что в её рамках не получает удовлетворительного объяснения формирование этнических черт южнобелорусского населения, поскольку кривичи занимали только северную и центральную части территории нынешней Беларуси.
Концепция не получила широкого распространения, но послужила идейной основой для формирования так называемой «кривичско-дреговичско-радимичской» концепции. Её авторами были известные историки и языковеды Ефим Карский, Моисей Гринблат, Митрофан Довнар-Запольский и Владимир Пичета. Концепция основывается на идее о формировании белорусского этноса в результате этнической консолидации населявших будущую этническую территорию белорусов племён.